# Ratepension
En livsbetinget livsforsikring i rater (ratepension) er en pensionsopsparing, som udbetales i rater over mindst 10 år, hvor sidste udbetaling skal senest ske 30 år efter den opnåede pensionsudbetalingsalder. De løbende udbetalinger beskattes som personlig indkomst.

## Fradrag
En privat ratepension er fuldt fradragsberettiget, hvorfor der maksimalt kan opnås en fradragsværdi på 52.07% ekslusive arbejdsmarkedsbidrag. Indbetales der til pensionen via en arbejdsgiver, vil denne have bortseelsesret, og det indbetalte beløb vil således ikke indgå i medarbejderens skattepligtige indkomstgrundlag. 

## Dispositioner
Udbetales ratepensionen før den opnåede pensionsudbetalingsalder, skal der betales 60% i statsafgift af værdien. Desuden tager pensionsselskaber og pengeinstitutter ofte et gebyr for at opgøre og udbetale pensionen i utide. 
Er man nået pensionsudbetalingsalderen men ønsker den udbetalt på én gang som en sum, skal der ligeledes betales 60% i statsafgift. 

## Dødsfald
Ratepensionen er sikret ved dødsfald i hele opsparings- og udbetalingsperioden. Er de begunstigede forsikringstagers ægtefælle, børn eller stedbørn under 24 år, samlever med fælles bopæl med forsikringstager i mindst to år forud for dødsfaldet, kan de vælge at få udbetalt ratepensionen løbende mod personlig indkomstskat. Her skal der ikke betales boafgift. 
Er de begunstiget alle andre end ovenstående, kapitaliseres resten af ratepensionen til en sum mod 40% i statsafgift plus boafgift. Førnævnte personer har ligeledes mulighed for dette, men så skal der betales boafgift. Sidstnævnte gælder dog ikke ægtefæller.